# It's My Party
It's My Party è una canzone della cantante statunitense Lesley Gore. 
Fu il suo primo singolo, pubblicato quando aveva 16 anni, e diventò il suo brano più conosciuto, infatti negli Stati Uniti raggiunse il primo posto sia nella classifica pop Billboard Hot 100 per due settimane che in quella rhythm and blues. 
Nel Regno Unito raggiunse il nono posto, diventando l'unico grande successo della cantante nel paese.
La canzone parla di una ragazza pubblicamente umiliata dal suo fidanzato Johnny che, durante la sua festa di compleanno, si apparta con un'altra ragazza di nome Judy con la quale poi si fa vedere da tutti gli invitati (e dalla festeggiata) e a cui dona anche il proprio anello come ulteriore pubblico segno del loro legame.

## Cover
- Bryan Ferry realizzò un cover nel 1973 inciso sul suo album These Foolish Things
- Una registrazione della canzone di Dave Stewart e Barbara Gaskin raggiunse il primo posto nella classifica britannica e della Nuova Zelanda, il terzo in Germania ed Austria, il sesto in Svizzera ed il numero 72 in quella americana.
- Fu scritta una versione in svedese da Stig Anderson, nota come Leva Livet, e fu registrata da artisti come Lill-Babs (1963), Magnus Uggla (1979) e Lotta Engberg (1997);la versione dei Lill Babs nel paese fu un grande successo e si mantenne quinta in classifica per quattro settimane.
- Il rapper Fabolous fa un riferimento alla canzone nel suo brano del 2003 This is My Party
- Ebbero pure una versione in francese e italiana di Richard Anthony chiamate  C'est ma fête e  La mia festa che arriva prima per cinque settimane. Si trova anche cantato da Barbie nel 33 giri Barbie Dance-La Mia Festa (K-Tel – TI 225), del 1984
- Amy Winehouse registrò una versione del brano con la collaborazione di Quincy Jones, nel 2010.
- Melanie Martinez ne usò parte del ritornello in Pity Party, uscita il 1 giugno 2015.

## Cultura di massa
Il brano fa parte della colonna sonora di vari film e serie televisive, tra cui Alvin and the Chipmunks, Piccola peste, Blue jeans, Illusione infernale, Ann Coulter, Hannah Montana, Beverly Hills 90210 e Supernatural; viene inoltre citato nel film Casper